# Amerikaanse PGA Tour 1976
De Amerikaanse PGA Tour 1976 was het 61ste seizoen van de Amerikaanse PGA Tour. Het seizoen begon met het NBC Tucson Open en eindigde met het Walt Disney World Open Invitational. Er stonden 45 toernooien op de agenda.

## Kalender
| Data  | Data  | Toernooi                                  | Baan                           | Land             | Winnaar                        | Score | Score | Info                         |
| ----- | ----- | ----------------------------------------- | ------------------------------ | ---------------- | ------------------------------ | ----- | ----- | ---------------------------- |
| 09-01 | 11-01 | NBC Tucson Open                           | Tucson National Golf Club      | Verenigde Staten | Johnny Miller                  | 274   | –14   |                              |
| 16-01 | 18-01 | Phoenix Open                              | Phoenix Country Club           | Verenigde Staten | Bob Gilder                     | 268   | –16   | Eerste PGA Tour-zege         |
| 22-01 | 25-01 | Bing Crosby National Pro-Am               | Pebble Beach Golf Links        | Verenigde Staten | Ben Crenshaw                   | 281   | –7    |                              |
| 29-01 | 01-02 | Hawaiian Open                             | Waialae Country Club           | Verenigde Staten | Ben Crenshaw                   | 270   | –18   |                              |
| 05-02 | 08-02 | Bob Hope Desert Classic                   | Eldorado Country Club          | Verenigde Staten | Johnny Miller                  | 334   | –16   |                              |
| 12-02 | 15-02 | Andy Williams-San Diego Open Invitational | Torrey Pines Golf Course       | Verenigde Staten | J. C. Snead                    | 272   | –16   |                              |
| 19-02 | 22-02 | Glen Campbell Los Angeles Open            | Riviera Country Club           | Verenigde Staten | Hale Irwin                     | 272   | –12   |                              |
| 26-02 | 01-03 | Tournament Players Championship           | Colonial Country Club          | Verenigde Staten | Jack Nicklaus                  | 269   | –19   |                              |
| 04-03 | 07-03 | Florida Citrus Open                       | Bay Hill Club & Lodge          | Verenigde Staten | Hale Irwin                     | 270   | –18   |                              |
| 11-03 | 14-03 | Doral-Eastern Open                        | Doral Country Club             | Verenigde Staten | Hubert Green                   | 270   | –18   |                              |
| 18-03 | 21-03 | Greater Jacksonville Open                 | Deerwood Country Club          | Verenigde Staten | Hubert Green                   | 276   | –12   |                              |
| 25-03 | 28-03 | Sea Pines Heritage Classic                | Harbour Town Golf Links        | Verenigde Staten | Hubert Green                   | 274   | –10   |                              |
| 01-04 | 04-04 | Greater Greensboro Open                   | Sedgefield Country Club        | Verenigde Staten | Al Geiberger                   | 276   | –12   |                              |
| 08-04 | 11-04 | Masters Tournament                        | Augusta National Golf Club     | Verenigde Staten | Raymond Floyd                  | 271   | –17   |                              |
| 15-04 | 18-04 | MONY Tournament of Champions              | La Costa Country Club          | Verenigde Staten | Don January                    | 277   | –11   |                              |
| 15-04 | 18-04 | Tallahassee Open                          | Killearn Country Club          | Verenigde Staten | Gary Koch                      | 277   | –11   | Eerste PGA Tour-zege         |
| 22-05 | 25-04 | First NBC New Orleans Open                | Lakewood Golf Club             | Verenigde Staten | Larry Ziegler                  | 274   | –14   |                              |
| 29-04 | 02-05 | Houston Open                              | Woodlands Country Club         | Verenigde Staten | Lee Elder                      | 278   | –10   |                              |
| 06-05 | 09-05 | Byron Nelson Golf Classic                 | Preston Trail Golf Club        | Verenigde Staten | Mark Hayes                     | 273   | –11   | Eerste PGA Tour-zege         |
| 13-05 | 16-05 | Colonial National Invitation              | Colonial Country Club          | Verenigde Staten | Lee Trevino                    | 273   | –7    |                              |
| 20-05 | 23-05 | Danny Thomas Memphis Classic              | Colonial Country Club          | Verenigde Staten | Gibby Gilbert                  | 273   | –15   |                              |
| 27-05 | 30-05 | Memorial Tournament                       | Muirfield Village Golf Club    | Verenigde Staten | Roger Maltbie                  | 288   | par   | Nieuw toernooi               |
| 12-06 | 15-06 | IVB-Bicentennial Golf Classic             | Whitemarsh Valley Country Club | Verenigde Staten | Tom Kite                       | 277   | –7    | Eerste PGA Tour-zege         |
| 17-06 | 20-06 | US Open                                   | Atlanta Athletic Club          | Verenigde Staten | Jerry Pate                     | 277   | –3    | Eerste PGA Tour-zege         |
| 24-06 | 27-06 | Western Open                              | Butler National Golf Club      | Verenigde Staten | Al Geiberger                   | 288   | +4    |                              |
| 01-07 | 04-07 | Greater Milwaukee Open                    | Tuckaway Country Club          | Verenigde Staten | Dave Hill                      | 270   | –18   |                              |
| 07-07 | 10-07 | British Open                              | Royal Birkdale Golf Club       | Engeland         | Johnny Miller                  | 279   | –9    |                              |
| 07-07 | 10-07 | Ed McMahon-Jaycees Quad Cities Open       | Oakwood Country Club           | Verenigde Staten | John Lister                    | 268   | –16   | Eerste PGA Tour-zege         |
| 10-07 | 13-07 | Kemper Open                               | Quail Hollow Country Club      | Verenigde Staten | Joe Inman                      | 277   | –11   | Eerste PGA Tour-zege         |
| 15-07 | 18-07 | American Express Westchester Classic      | Westchester Country Club       | Verenigde Staten | David Graham                   | 272   | –12   |                              |
| 22-07 | 25-07 | Canadian Open                             | Essex Golf & Country Club      | Canada           | Jerry Pate                     | 267   | –13   |                              |
| 29-07 | 01-08 | Pleasant Valley Classic                   | Pleasant Valley Country Club   | Verenigde Staten | Bud Allin                      | 277   | –7    |                              |
| 05-08 | 08-08 | B.C. Open                                 | En Joie Golf Club              | Verenigde Staten | Bob Wynn                       | 271   | –13   | Eerste PGA Tour-zege         |
| 12-08 | 15-08 | PGA Championship                          | Congressional Country Club     | Verenigde Staten | Dave Stockton                  | 281   | +1    |                              |
| 19-08 | 22-08 | Sammy Davis Jr.-Greater Hartford Open     | Wethersfield Country Club      | Verenigde Staten | Rik Massengale                 | 266   | –18   |                              |
| 26-08 | 29-08 | American Golf Classic                     | Firestone Country Club         | Verenigde Staten | David Graham                   | 274   | –14   |                              |
| 02-09 | 05-09 | World Series of Golf                      | Firestone Country Club         | Verenigde Staten | Jack Nicklaus                  | 275   | –5    | Nieuw toernooi               |
| 09-09 | 12-09 | World Open Golf Championship              | Pinehurst Resort               | Verenigde Staten | Raymonf Floyd                  | 274   | –10   |                              |
| 16-09 | 19-09 | Ohio Kings Island Open                    | Jack Nicklaus Golf Center      | Verenigde Staten | Ben Crenshaw                   | 271   | –9    |                              |
| 23-09 | 26-09 | Kaiser International Open Invitational    | Silverado Country Club         | Verenigde Staten | J. C. Snead                    | 274   | –14   |                              |
| 31-09 | 03-10 | Sahara Invitational                       | Paradise Valley Country Club   | Verenigde Staten | George Archer                  | 271   | –13   |                              |
| 14-10 | 17-10 | San Antonio Texas Open                    | Woodlake Golf Club             | Verenigde Staten | Butch Baird                    | 273   | –15   |                              |
| 21-10 | 24-10 | Southern Open                             | Green Island Country Club      | Verenigde Staten | Mac McLendon                   | 274   | –6    |                              |
| 29-10 | 01-11 | Pensacola Open                            | Pensacola Country Club         | Verenigde Staten | Mark Hayes                     | 275   | –9    |                              |
| 04-11 | 07-11 | Walt Disney World Open Invitational       | Walt Disney World Resort Golf  | Verenigde Staten | Woody Blackburn Billy Kratzert | 260   | –28   | Eerste PGA Tour-zege (beide) |

| Majors |